# Rama Yade
Pour les articles homonymes, voir Yade.
Rama Yade, de son vrai nom Mame Ramatoulaye Yade, est une femme politique française (naturalisée en 1997), née le 13 décembre 1976 à Dakar (Sénégal). Membre du gouvernement durant le mandat présidentiel de Nicolas Sarkozy, elle a été secrétaire d'État chargée des Affaires étrangères et des Droits de l'homme de 2007 à 2009, puis secrétaire d'État chargée des Sports jusqu'en 2010 dans le gouvernement Fillon II.
Elle quitte l'UMP en 2010 pour des formations moins importantes. Elle est ensuite ambassadrice de France à l'UNESCO et conseillère régionale d’Île-de-France de 2010 à 2015. Candidate déclarée à l’élection présidentielle de 2017 sous la bannière de son propre mouvement politique, La France qui ose, elle ne parvient pas à réunir les 500 parrainages nécessaires pour être admise à se présenter.
Depuis le 29 mars 2021, elle fait partie du think tank américain Atlantic Council, où elle est directrice pour l'Afrique.

## Biographie

### Origines familiales et formation
Rama Yade, d’origine léboue et initialement de religion musulmane, est issue d’un milieu aisé proche du monde politique sénégalais. Sa mère est professeure de lettres et son père, diplomate, a été le bras droit et secrétaire particulier du président Léopold Sédar Senghor.
En 1987, alors que Rama Yade est âgée de 11 ans, sa famille quitte le Sénégal pour s'installer en France,.
En 1990, ses parents se séparent. Son père rentre au Sénégal et sa mère, qui a la charge de quatre filles, s'installe dans une cité de Colombes (Hauts-de-Seine). Rama Yade est inscrite à l'institution Jeanne-d'Arc de Colombes, établissement catholique d'enseignement privé, où elle fait sa scolarité secondaire. Elle est naturalisée française le 7 mars 1997,.
Après le baccalauréat, elle poursuit ses études en Lettres supérieures au lycée Paul-Valéry de Paris, puis à l'Institut d'études politiques de Paris dont elle sort diplômée en 2000.

### Débuts

#### Administratrice du Sénat (2002-2007)
Administratrice du Sénat à partir de 2002, elle commence sa carrière à la commission des Affaires sociales de la haute assemblée, où elle est chargée de l'emploi, de la formation professionnelle et de l'Outre-Mer. Elle est ensuite détachée auprès de Jean-Pierre Elkabbach à la Chaîne parlementaire Public Sénat, au début de l'année 2005, et devient directrice adjointe des programmes puis directrice de la communication.

#### Mariage (2005) et descendance
En 2005, elle épouse l'historien Joseph Zimet, alors militant du Parti socialiste et fils du chanteur en langue yiddish Ben Zimet, qui fut conseiller au cabinet du secrétaire d'État Jean-Marie Bockel. 
Le 21 mai 2013, elle donne naissance à une fille, Jeanne.
Le couple se sépare par la suite.

#### Adhésion à l'UMP (2005)
En 2005, Rama Yade (qui a voté pour Christiane Taubira en 2002) rejoint l'Union pour un mouvement populaire. Elle explique que ce ralliement tient surtout à la personne de Nicolas Sarkozy, dont elle dit admirer le charisme et adhérer à sa politique de discrimination positive,.
En 2006, elle réintègre le cadre du Sénat comme administratrice au sein du service des collectivités territoriales, où elle est chargée des aspects sociaux de la décentralisation.
Le 6 mars 2006, elle fait partie des douze femmes promues dans les instances de l'UMP, où elle est nommée secrétaire nationale chargée de la francophonie.

### Au gouvernement sous Nicolas Sarkozy (2007-2010)
Le mandat de secrétaire d’État (2007-2010) de Rama Yade se caractérise par une attitude transgressive au sein de ses propres troupes, provoquant des retentissements médiatiques à répétition. Trop souvent « dans l’opposition », mais parvenant à se maintenir en place grâce aux baromètres de popularité qui lui sont favorables, elle est définitivement écartée du gouvernement Fillon en 2010.

#### Secrétaire d'État chargée des Affaires étrangères et des Droits de l'homme
Le 19 juin 2007, Rama Yade est nommée secrétaire d'État auprès du ministre des Affaires étrangères, chargée des Affaires étrangères et des Droits de l'homme, dans le gouvernement François Fillon II.
Le 6 septembre 2007, sa visite de soutien à des squatteurs à Aubervilliers, dont l'évacuation a été décidée par la justice, lui vaut d'être convoquée le soir même par le Premier ministre.
En novembre 2007, elle n’accompagne pas Nicolas Sarkozy pour sa visite présidentielle en Chine.
Le 10 décembre 2007, elle dénonce publiquement la visite officielle du colonel Kadhafi en France, déclarant qu'il doit « comprendre que notre pays n'est pas un paillasson sur lequel un dirigeant, terroriste ou non, peut venir s'essuyer les pieds du sang de ses forfaits. La France ne doit pas recevoir ce baiser de la mort. », après avoir, quelques mois plus tôt, avoué que « certains gestes donnent envie de se laver les mains » pour avoir serré la main du dirigeant libyen à Tripoli, dans le cadre de la médiation relative à l'affaire des infirmières bulgares.
Fin 2008, elle présente à l'Assemblée générale des Nations unies une déclaration relative aux droits de l'homme et à l'orientation sexuelle et l'identité de genre, poursuivant l'action du comité IDAHO pour une dépénalisation universelle de l’homosexualité.
Le 10 décembre 2008, son ministre de tutelle Bernard Kouchner affirme dans une interview que la création du secrétariat d’État aux Droits de l’homme était une erreur. Pour lui, il existe finalement une contradiction permanente entre les droits de l'homme et la politique étrangère d'un État. Elle rétorque qu’en un an de mandat, son bilan comprenait l’adoption par l'Union européenne d’un projet contre les violences faites aux femmes, et le ralliement de 17 pays contre le recrutement d'enfants soldats. Elle s'investit dans des négociations en République démocratique du Congo contre les viols de masse perpétrés dans la région du Kivu, et s'intéresse aux réfugiés climatiques. En octobre 2007, elle s’est rendue au Tchad pour démêler l’affaire autour des adoptions de l'association l'Arche de Zoé.
Restée d'abord silencieuse sur l'affrontement israélo-palestinien à Gaza fin 2008-début 2009, puis soutenant l'idée d'une résolution contraignante du Conseil de sécurité pour un cessez-le-feu, elle s'exprime le 11 janvier en tenant le Hamas pour responsable du déclenchement des hostilités. Selon Hortense Paillard, « elle est notoirement pro-israélienne », et son alignement avec la justice militaire israélienne dans les territoires occupés lors de l'affaire Salah Hamouri, apparu alors qu'elle occupait une fonction de Secrétaire des Droits de l'homme, a suscité une réaction indignée de la mère du franco-palestinien.
En février 2009, elle prend la tête des personnalités politiques préférées des Français, avec 60 % de bonnes opinions selon le baromètre Ipsos/Le Point.

#### Secrétaire d'État chargée des Sports

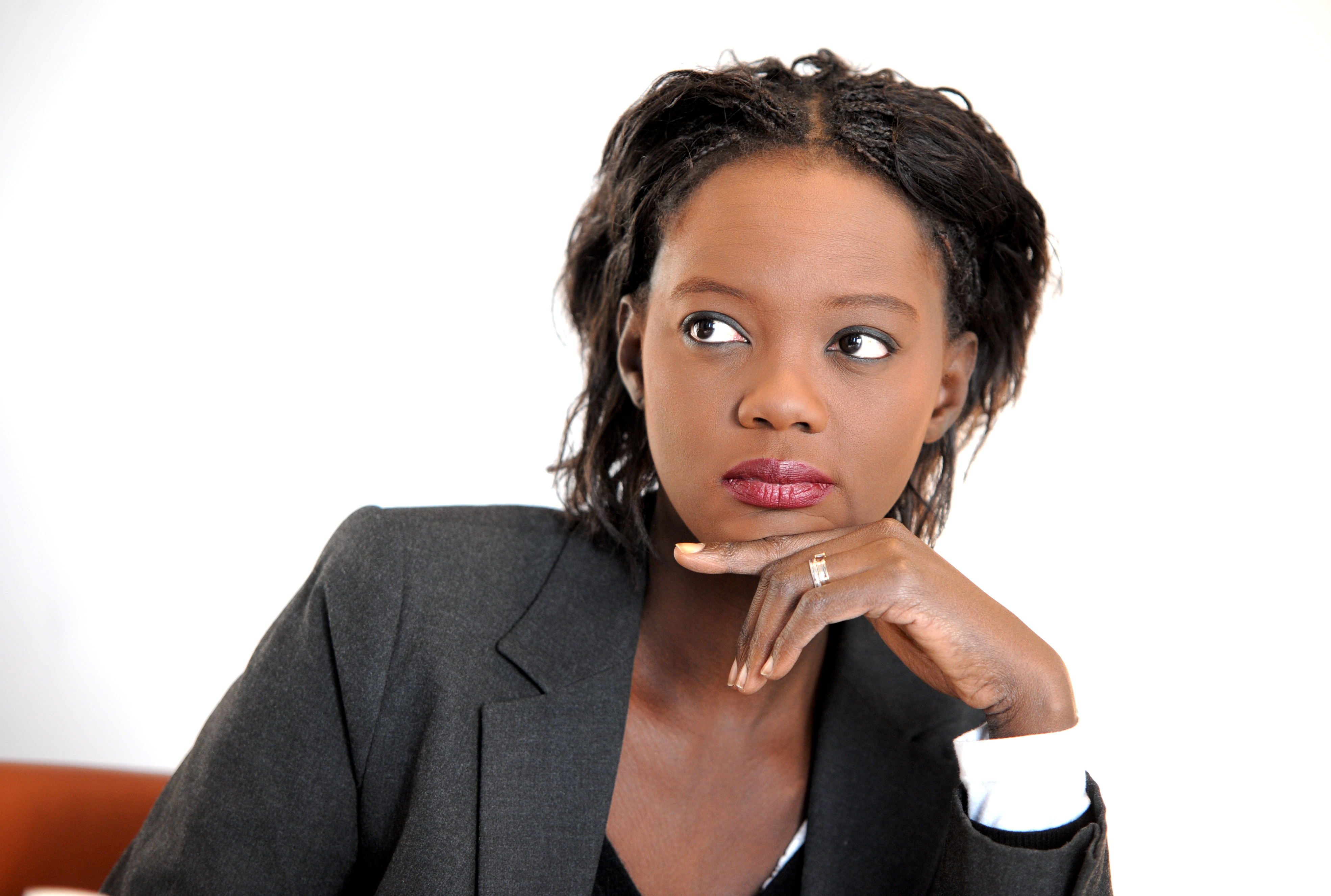
Rama Yade, secrétaire d'Etat chargée des sports, le 15 décembre 2009 au ministère.

Le 23 juin 2009, Rama Yade est nommée secrétaire d'État auprès du ministre de la Santé et des Sports, chargée des Sports, dans le gouvernement François Fillon II.
Fin octobre 2009, Rama Yade contredit les arbitrages de sa ministre de tutelle, Roselyne Bachelot, sur le droit à l'image collective (DIC) des sportifs, un dérapage médiatique finalement maîtrisé.
Début juin 2010, Rama Yade déclenche la polémique en dénonçant le tarif élevé des chambres d’hôtel (chambres doubles à 589 euros par nuit) où résident les joueurs de l’équipe de France de football lors de la coupe du monde de football en Afrique du Sud, mettant une fois de plus à mal sa ministre de tutelle, mais le Canard enchaîné révèle que Rama Yade loge elle-même dans une chambre d'hôtel à 667 euros la nuit,.
En octobre 2010, elle prend ses distances avec le discours de Dakar de Nicolas Sarkozy qui invitait l’Afrique "à entrer davantage dans l’histoire".
Rama Yade n'est pas reconduite lors de la formation du troisième gouvernement François Fillon le 14 novembre 2010. Son bilan aux Sports inclut la lutte contre l'homophobie dans le sport, un plan en faveur du bénévolat, la remise du livre vert concernant les partisans des équipes de sports et un plan d'équipements de grands stades et salles. La France obtient début 2010 de l'UEFA l'organisation du Championnat d'Europe de football 2016, et présente sa candidature pour accueillir la Ryder Cup (golf).

### 2008-2011: mairie de Colombes
En novembre 2007, Rama Yade annonce sa candidature sur la liste du maire UMP sortant Nicole Goueta lors de l'élection municipale de 2008 de Colombes,. Au second tour, le 16 mars 2008, la liste de droite, sur laquelle Rama Yade est en troisième position, est battue par la liste d'union de la gauche menée par Philippe Sarre. Élue conseillère municipale d'opposition, elle est souvent absente des réunions du conseil municipal.
En décembre 2011, le JDD révèle, un document de la direction générale des Finances publiques à l’appui, que depuis 2009, Rama Yade n'a pas payé de taxe d'habitation à Colombes, ce qui l’empêche de s’inscrire sur les listes électorales de la commune, ce qu’elle dénonce être une calomnie,. Elle est radiée d’office le 15 décembre des listes électorales de Colombes et une enquête préliminaire a été ouverte. Cette enquête débouche sur un procès pour inscription indue sur une liste électorale à l’issue duquel Rama Yade est complètement relaxée en mars 2013.

### Départ de l'UMP (2010) vers le PR, puis l'UDI
Le 15 décembre 2010, Rama Yade rejoint le Parti radical de Jean-Louis Borloo. Elle quitte l’UMP le 8 avril 2011 et se déclare favorable à une candidature de Jean-Louis Borloo à l'élection présidentielle de 2012. Le 18 octobre 2011, elle est nommée première vice-présidente du Parti radical.
Rama Yade se présente dans la deuxième circonscription des Hauts-de-Seine aux élections législatives de 2012 sous l'étiquette du Parti radical, sans le soutien de l'UMP. Elle est éliminée dès le premier tour, après avoir obtenu 13,84 % des voix, derrière le candidat du PS Sébastien Pietrasanta et le candidat de l'UMP, Manuel Aeschlimann. Elle appelle à voter contre les socialistes au second tour.
Après cette défaite, elle retrouve en novembre 2012, son poste d'administratrice du Sénat au sein de la Direction de l’initiative parlementaire et des délégations.
Rama Yade rejoint l'Union des démocrates et indépendants (UDI) lors de la création de cette fédération de partis centristes en octobre 2012 et en est nommée présidente de la commission des investitures. Elle reste aussi au Parti radical. Le 27 février 2014 elle soutient la candidate Myriam Gandolphe de l'UDI.
En juin 2014, elle est candidate à la présidence du Parti radical après la démission de Jean-Louis Borloo. Elle est battue par le maire de Nancy Laurent Hénart mais dénonce des irrégularités dès l’annonce des résultats. En septembre 2014, elle dépose une assignation devant le Tribunal de grande instance de Paris pour faire annuler cette élection affirmant qu'il y a eu de nombreuses irrégularités. Elle est déboutée en première instance et condamnée à payer 36000€ à M. Hénart et 15000€ d'article 700 au Parti radical. Elle fait appel de la décision, mais l'appel est radié du rôle .
En février 2015, à la suite d'un vote interne, elle échoue à devenir chef de file pour l'UDI aux élections régionales de décembre 2015 en Île-de-France face à Chantal Jouanno.
Le 25 septembre 2015, Rama Yade est exclue du Parti radical et annonce son intention de prendre part à l’élection présidentielle de 2017.

### Tentative de candidature à l’élection présidentielle (2017)
Le 21 avril 2016, sans mandat politique, Rama Yade annonce sur TF1 sa candidature à l'élection présidentielle de 2017 sous la bannière de son propre mouvement politique, « La France qui ose », sans passer par la primaire de la droite et du centre,. Elle reçoit le soutien du Parti libéral démocrate.
Son programme est composé de dix mesures qu’elle veut « chocs », comme la suppression du régime social des indépendants (RSI), zéro charge pour une première embauche, créer des établissements d’élite pour chaque secteur d’activité, le remboursement des soins à 90 % au lieu de 70 %, la suppression des mutuelles, la suppression du financement public des syndicats, la fusion du contrat à durée déterminée (CDD) et du contrat à durée indéterminée (CDI),.
En décembre 2016, Rama Yade inaugure son siège de campagne à Paris et affirme vouloir représenter dans cette élection « la France des oubliés », considérant que cette France dite périphérique est la plus combattante et la plus innovante. Elle met en avant la thématique de la mobilité sociale,. Elle déclare avoir récolté 300 promesses de parrainage mais critique le nouveau système mis en place par le Conseil constitutionnel où les parrainages sont désormais rendus publics, dénonçant la forme de chantage que cela opère sur les maires. Elle ne parvient finalement pas à réunir les 500 parrainages nécessaires, le Conseil constitutionnel en validant 353 en sa faveur.
Après avoir remis en cause « l'équilibre psychologique » d'Emmanuel Macron pendant la campagne présidentielle de 2017, elle déclare finalement, après sa victoire, pouvoir le soutenir sous certaines conditions. Par ailleurs, alors qu'elle avait critiqué par le passé la pratique du « parachutage », une méthode « des vieux partis politiques complètement déconsidérés », elle se présente dans la première circonscription de Loir-et-Cher pour les élections législatives, précisant qu'elle emménage à Blois avec sa famille pour l'occasion. Classée divers droite par le ministère de l’Intérieur, elle est éliminée au premier tour, obtenant 5,65 % des voix.

### En retrait de la vie politique (depuis 2021)
Le 29 mars 2021, elle devient directrice Afrique de l'Atlantic Council, un think tank américain basé à Washington.
En mai 2023, elle prend la défense du chanteur maître Gims après un entretien dans lequel celui-ci avait tenu de nombreux propos complotistes. Elle développe ainsi un argumentaire allant du néolithique à l’antiquité pour prouver que l’Afrique a détenu au début de l’humanité « le leadership » sur le reste des continents et en particulier l’Europe. Pour l’ancienne secrétaire d’État, les déboulonneurs de statues ne font pas de cancel culture, mais a contrario, « ils ont réhabilité l’histoire, la totalité de l’histoire qu’ils connaissent bien, eux, au moins, celle que la mémoire sélective de certains de nos dirigeants a voulu dissimuler ».

## Détail des mandats et fonctions

### Au gouvernement
- 19 juin 2007 – 23 juin 2009 : secrétaire d'État auprès du ministre des Affaires étrangères, chargée des Affaires étrangères et des Droits de l'homme.
- 23 juin 2009 – 13 novembre 2010 : secrétaire d'État auprès du ministre de la Santé et des Sports, chargée des Sports.

### Au niveau international
- 22 décembre 2010 – 30 juin 2011 : ambassadrice de la France auprès de l'UNESCO[64],[65].

### Au niveau local
- 16 mars 2008 – 16 décembre 2011 : conseillère municipale de Colombes.
- 21 mars 2010 – 18 décembre 2015 : conseillère régionale d'Île-de-France.

## Distinctions
- Prix de la fondation du Forum de Crans-Montana (2009).

## Positions politiques
- Droits des femmes : autrice d’une Anthologie regrettable du machisme en politique en 2013[66], elle est signataire avec d’autres femmes ministres d’un appel « Nous ne nous tairons plus » dans le Journal du dimanche le 14 mai 2016[67],[68].
- Mariage pour tous : dans le cadre du débat sur l'ouverture du mariage et de l'adoption pour les couples de même sexe, Rama Yade se déclare en faveur de la réforme et dans ce sens qu'elle voit comme un prolongement de son combat pour défendre l’égalité des droits[69]. Le 27 janvier 2013, elle participe à la soirée pro-mariage pour tous organisée par Pierre Bergé et Jean-Michel Ribes[70].
- Diversité : elle est ancienne vice-présidente du conseil d'administration du Club XXIe siècle qui milite en faveur de la diversité et membre du club Averroes qui regroupe des professionnels pour promouvoir les « minorités actives » dans les médias français. Comme d'autres femmes ministres, dites de la diversité, elle affirme avoir déjà été la cible d'insultes racistes[71],[72].
- Système éducatif français : en novembre 2011, Rama Yade publie Plaidoyer pour une instruction publique qui milite pour le retour du mérite à l'école et s’érige contre la faillite du système éducatif[73].
- Légalisation du cannabis : Rama Yade s’est déclarée contre la légalisation du cannabis, dénonçant la position immorale et hypocrite dans laquelle cela mettrait l’État qui bénéficierait de la consommation de drogue par ses citoyens[74].
- Islam radical : Rama Yade assimile la montée du radicalisme islamique à l’abandon de la laïcité par les gouvernements successifs qui ont autorisé les accompagnatrices voilées à participer aux sorties scolaires, qui ne sont pas intervenus face à l’emprise du salafisme sur certains quartiers, et qui ont cédé aux revendications communautaires pour des intérêts purement électoraux. Elle prône une république laïque et égalitaire qui ne transige pas avec les idées religieuses divergentes[75]. Elle prend le Maroc en exemple dans la formation des imams et la lutte contre les prêches radicaux[76].
- Corrida : en juillet 2016, Rama Yade prend part aux côtés du chanteur Renaud à une manifestation anti-corrida, dénonçant la cruauté envers l’animal présente dans cette tradition[77].

## Publications
- Noirs de France, les Nouveaux Neg'marrons, Récit d'un rendez-vous manqué entre la République et les Afro-antillais, Paris, Calmann-Lévy, 2007  (ISBN 9782702137611).
- Les droits de l'homme expliqués aux enfants de 7 à 77 ans, Paris, Éditions du Seuil, 2008  (ISBN 9782020988292).
- Lettre à la jeunesse, Paris, Grasset & Fasquelle, 2010  (ISBN 9782246783503).
- Plaidoyer pour une instruction publique, Paris, Grasset & Fasquelle, 2011  (ISBN 9782246794776). Plusieurs médias relèvent que de multiples passages du livre sont plagiés des travaux d'autres auteurs (journalistes, philosophes, politiciens…)[78]. L'ouvrage de Rama Yade fait l'objet d'une réponse, dans les semaines qui suivent, sous la forme d'un ouvrage rédigé par des chercheurs en éducation[79].
- Carnets du pouvoir 2006-2013, Paris, éditions du Moment, 2013  (ISBN 9782354172121).
- Anthologie regrettable du machisme en politique, Paris, éditions du Moment, 2015  (ISBN 9782354173906).
- À l'instant de basculer, éditions du Net, 2016  (ISBN 978-2-312-04937-3).
- Les Leçons de l'Amérique : Nation et puissance, L'Harmattan, 2024.

## Polémiques et condamnations
En 2007, dans son livre Noirs de France, les Nouveaux Neg'marrons, elle écrit : « jusqu’à 18 ans, s’il y avait eu une guerre entre le Sénégal et la France, j’aurais choisi le Sénégal. Et depuis, je ne sais pas ». À sa nomination comme secrétaire d'État en 2009, ces propos font polémique à droite. Elle rappelle alors : « j'étais étrangère, je n'étais pas de nationalité française ».
Après qu’elle a accusé sur son blog le maire de Colombes Philippe Sarre de fraude électorale massive au lendemain de l’élection présidentielle de 2012, le tribunal de Nanterre la reconnaît coupable de diffamation en décembre 2013 et la condamne à payer 2 000 € d’amende et 4 000 € de dommages et intérêts.
Le 25 avril 2013, elle est reconnue coupable par le tribunal correctionnel de Paris de diffamation sur l'ancien député Manuel Aeschlimann pour 8 des 28 propos poursuivis, et a été relaxée pour les 20 autres. Elle a été condamnée à 800 € d'amende avec sursis, à 1 000 € de dommages et intérêts à verser à Manuel Aeschlimann, alors que ce dernier en réclamait 100 000.
En janvier 2014, elle est condamnée par le tribunal correctionnel de Paris à 800 euros d'amende, un euro symbolique de dommages et intérêts et 1 000 € de frais de justice pour avoir injurié Marine Le Pen et Jean-Marie Le Pen sur son blog.

## Résultats aux élections législatives
| Année | Parti | Parti | Circonscription       | 1er tour | 1er tour | 1er tour |
| Année | Parti | Parti | Circonscription       | Voix     | %        | Rang     |
| ----- | ----- | ----- | --------------------- | -------- | -------- | -------- |
| 2012  |       | PRV   | 2e des Hauts-de-Seine | 5 188    | 13,84    | 3e       |
| 2017  |       | DVD   | 1re de Loir-et-Cher   | 2 300    | 5,65     | 6e       |